# Arlette Laguiller
Arlette Yvonne Laguiller (født 18. marts 1940 i Île-de-France (født i 14. arrondissement i Paris og opvokset i Seine-Saint-Denis) er en fransk trotskistisk politiker.
I 1973–2008 var Arlette Laguiller talsperson for og leder af partiet Arbejdernes Kamp (LO).

## Præsidentkandidat
Arlette Laguiller var kandidat for LO ved præsidentvalgene i 1974, 1981, 1988, 1995, 2002 og 2007. 
Hendes bedste valg var i 2002, hvor hun fik 5,72 procent af stemmerne, og hvor hun blev den kandidat, der fik 5. flest stemmer. Hendes dårligste valg var i 2007, hvor hun fik 1,33 procent af stemmerne. Ved flere af valgene var hun den eneste kvindelige kandidat. 

## Medlem af Europa-Parlamentet
Arlette Laguiller var medlem af Europa-Parlamentet i 1999–2004. Her tilsluttede hun sig GUE/NGL. 

## Medlem af regionsrådet
I 1998–2004 var Arlette Laguiller medlem af regionsrådet for Île-de-France.
1. ↑  la-bonne-taille.blog-machine.info (fra Wikidata).